# Arte moderna

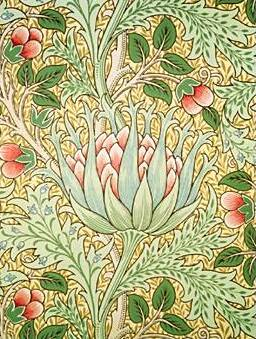
Papel de parede de "Alcachofra", de John Henry Dearle para William Morris & Co., 1897 (Victoria and Albert Museum).

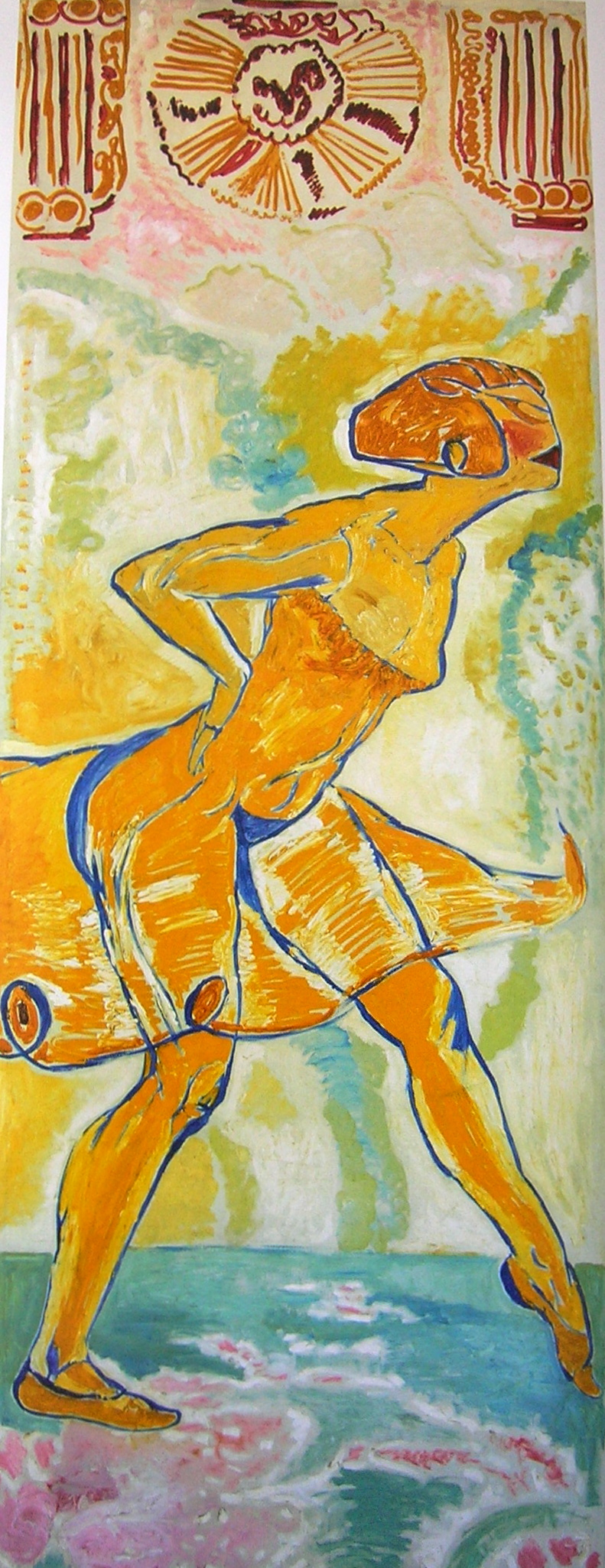
La Danseuse jaune (1912) de Alexis Mérodack-Jeanneau (1873-1919). Musée des Beaux-Arts d'Angers.

Arte Moderna é um termo que se refere às expressões artísticas surgidas na segunda metade do século XIX, que se estenderam até metade do século XX.[nota 1]
Na arte moderna vê-se a influência da Revolução Industrial, das máquinas a vapor, do aumento das velocidades, da fotografia, do cinema, do avião, do estudo da mente entre outros elementos que contribuíram para a mudança do pensamento e das atitudes.
Como resultado, os principais movimentos artísticos voltaram-se para três correntes, a saber:
- Estilo: os artistas buscaram o rompimento das regras na busca de um novo estilo capaz de expressar a vida moderna. Os movimentos mais destacados são: Fauvismo, Futurismo, Cubismo, Escola de Paris, Neoplasticismo entre outros.
- Mente: artistas experimentalistas declararam que o objetivo da arte não era o da simples representação do visível, mas a expressão interior da emoção e da sensibilidade. Os movimentos mais destacados são: Simbolismo, Expressionismo, Suprematismo, Dadaísmo, Surrealismo entre outros.
- Função: designers, ilustradores e arquitetos passaram a se preocupar com a funcionalidade da arte, sem o descuido da forma, sendo o modo de vida das pessoas a maior preocupação. Os movimentos mais destacados são: Arts & crafts, Art Noveau, Construtivismo, Bauhaus, De Stijl, Arte Deco, Estilo internacional entre outros.

Considerado a priori como uma iniciativa eminentemente europeia, a arte moderna foi introduzida na América durante a I Guerra Mundial, quando um número de artistas de Montmartre e Montparnasse, bairros de Paris, França, fugiram do conflito. Francis Picabia (1879–1954), foi o responsável por trazê-la para a cidade de Nova York.